# آیانگ تلانگ
آیانگ تلانگ (به لاتین: Aiyang Tlang) یک قله در مرز بین بنگلادش و میانمار است. در سال ۲۰۲۰، ٱیانگ تلانگ به عنوان بالاترین نقطه در بنگلادش تأیید شد. این تپه در دهه ۱۹۸۰ توسط ون راوسانگ باوم از جامعه قومی محلی باوم کشف شد. در ۱۳ نوامبر ۲۰۱۹، Jyotirmoy Dhar اولین بنگلادشی بود که از این کوه بالا رفت.